# Marsic
Marsic eller Kappa Herculis (κ Herculis, förkortat Kappa Her, κ Her) som är stjärnans Bayerbeteckning, är en dubbelstjärna belägen i nordöstra delen av stjärnbilden Herkules. Den har en skenbar magnitud på 5,0 och är svagt synlig för blotta ögat. Baserat på parallaxmätningar inom Hipparcosuppdraget beräknas den befinna sig på ett avstånd av ca 370 ljusår (113 parsek) från solen.

## Nomenklatur
Traditionella namn som har tillskrivits Kappa Herculis är "Marfik", "Marfak" eller "Marsic", som alla kommer från det arabiska لمرفق Al-Mirfaq som betyder "armbågen", ett namn (eller någon del av det) den delar med Lambda Ophiuchi. År 2016 organiserade Internationella astronomiska unionen en arbetsgrupp för stjärnnamn (WGSN) med uppgift att katalogisera och standardisera riktiga namn för stjärnor. WGSN fastställde namnet Marsic för Kappa Herculis A den 1 februari 2017, nu infört i IAU:s Catalog of Star Names.

## Egenskaper
Primärstjärnan Kappa Herculis A är en orange till röd jättestjärna av spektralklass G8III. Den har en massa som är 3,0 gånger större än solens och en radie som är 16 gånger större. Stjärnan har en total bolometrisk ljusstyrka som är 150 gånger solens utstrålning. Marsic är en misstänkt variabel stjärna med en rapporterad variation av skenbar magnitud på 4,70 till 5,02.
Det finns en svag tredje följeslagare, Kappa Herculis C, separerad med strax över en bågminut. Stjärnan 8 Herculis bildar en visuell dubbelstjärna med Marsic.